# Porsgöl (Mönsterås socken, Småland)
Porsgöl är en sjö i Mönsterås kommun i Småland och ingår i Emån-Alsteråns kustområde. Sjön är 2,7 meter djup, har en yta på 0,057 kvadratkilometer och befinner sig 25 meter över havet.